# アピストグラマ
アピストグラマ (Apistogramma) は、シクリッドの属の一つ。南アメリカに生息する、いわゆるアメリカン・シクリッドの一群で、観賞用熱帯魚として人気が高い。

## 特徴
学名の確定している種のみで現在100種弱が存在する。シクリッドとしては小型で、大型種でも10cm程度にしかならない。
性的二形が見られ、オスの方が体格が大きく色彩も派手で、メスは小柄でオスよりも地味な色合いをしている。オスは体側誇示行動（体を大きく、強く見せる行動）である「フィンスプレッディング」をしばしば行う。これは外敵や他のオスを威嚇、またメスに求愛する際に、文字通りひれを大きく広げる行為である。フィンスプレッディングを行う瞬間のオスは色が乗って美しく見え、これが観賞魚として人気が高い理由の一つとなっている。メスはいつもはオスに追いかけられているが、産卵が近くなると体色を婚姻色の黄色に変化させ、オスの求愛に応えるようになる。
繁殖形態は「ケーブスポウナー」と呼ばれ、付着する卵を木の下や石の下といった発見しにくい物陰に産み付ける。ただし飼育下では何もなければ水槽のガラス面に産卵する場合もある。産卵後はメスが卵や稚魚のすぐそばで保護を行い、オスはその周りで外敵の侵入に備える。メスの保護行動は環境や個体差などによって異なり、激しい場合はオスすらも卵や稚魚に近寄らせまいと追い払い、そのままつつき殺してしまう事さえある。

## 飼育
飼育においては、あまり大きくない水槽でつがいの2匹のみを飼育し、オスの求愛からメスの産卵と育児、子の成長に至る一連の繁殖行動を観察するスタイルが主流である。あるいは広めの水槽に隠れ家となる水草を繁茂させ、つがいを複数組入れたり他の魚と混泳させたりして、繁殖を前提にせずフィンスプレッディングの観賞に重きを置く場合もある。後者の場合も産卵する事はあるが、親が守り切れずに稚魚の段階で捕食されるなどして子の成長には至らない事が多い。
性格はやや癖があり、他の小型シクリッドとは種に関係なく闘争し、狭い水槽や隠れ家のない環境では殺し合いに発展しかねない。反面、それ以外の魚に対しては全く攻撃しないとは言い切れないものの比較的関心が薄い傾向にある。ただし水槽内では下層を巡回するように泳ぐ傾向があるため、シクリッド以外の魚であっても底生性のコリドラスなどとの混泳は接触の頻度が多くなるため注意が必要。なお繁殖を目指す・目指さないにかかわらず、隔離箱や予備の水槽などを用意しておくと攻撃性が激しくなった時に無用な被害を防ぐ上で役に立つ。
水質は弱酸性の軟水を好むが、種によって適した度合いにはかなり差がある。たとえばネグロ川のようなブラックウォーターに生息する種では、pH5前後で硬度も極端に低い軟水が適しており、エリザベサエやメンデジィといった水質にシビアな上級者向けの種が多く該当する。その一方で、中性寄りのpH6前後で硬度も低すぎない、日本の河川や水道水と似たような水質を好む種もいる。こちらは強健な種であればネオンテトラやラスボラ類と同様の水質管理で飼えるため、特にトリファスキアータやボレリィが入門種として有名である。

## 主な種類

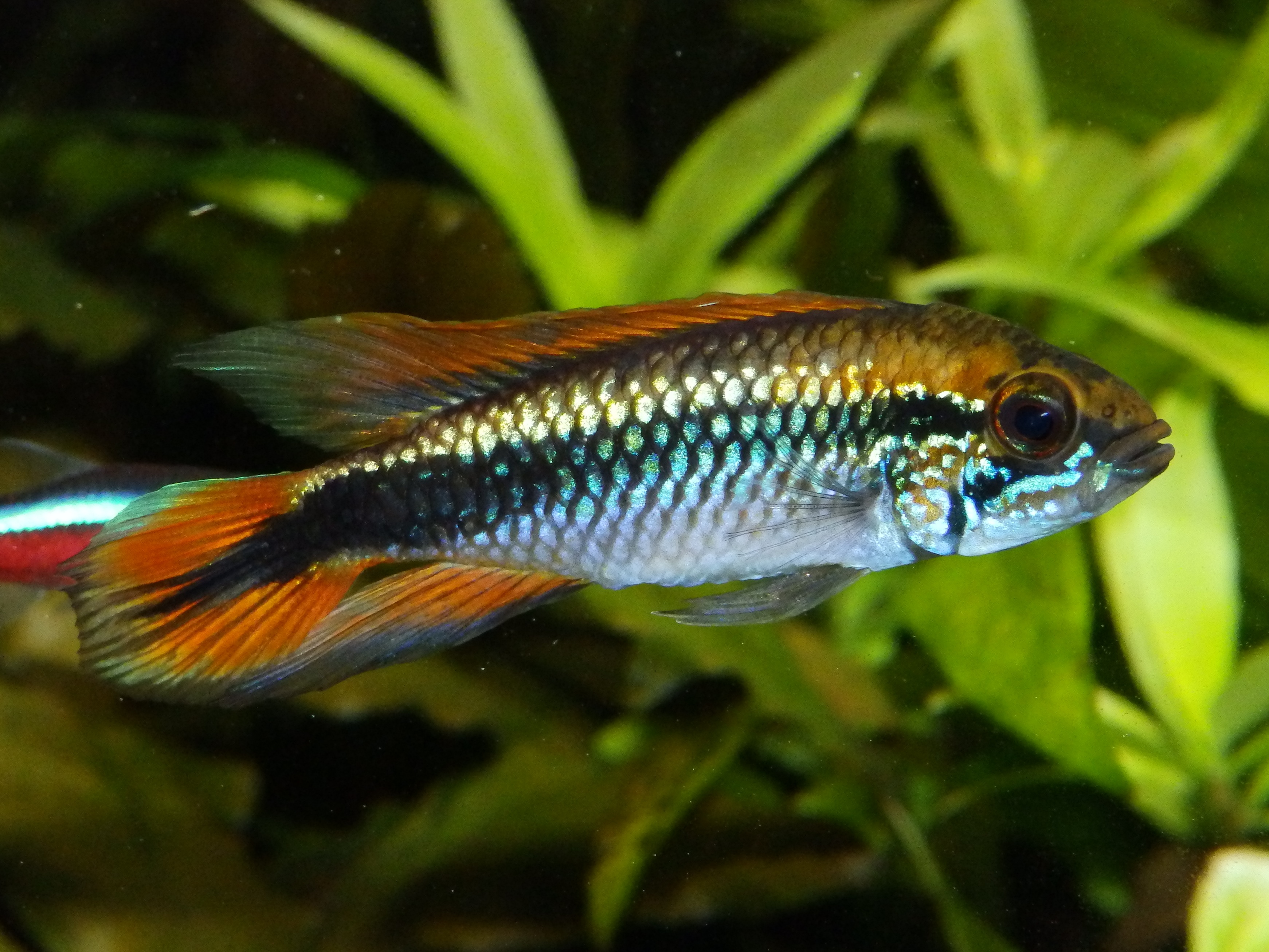
アピストグラマ・アガシジィ Apistogramma Agassizii

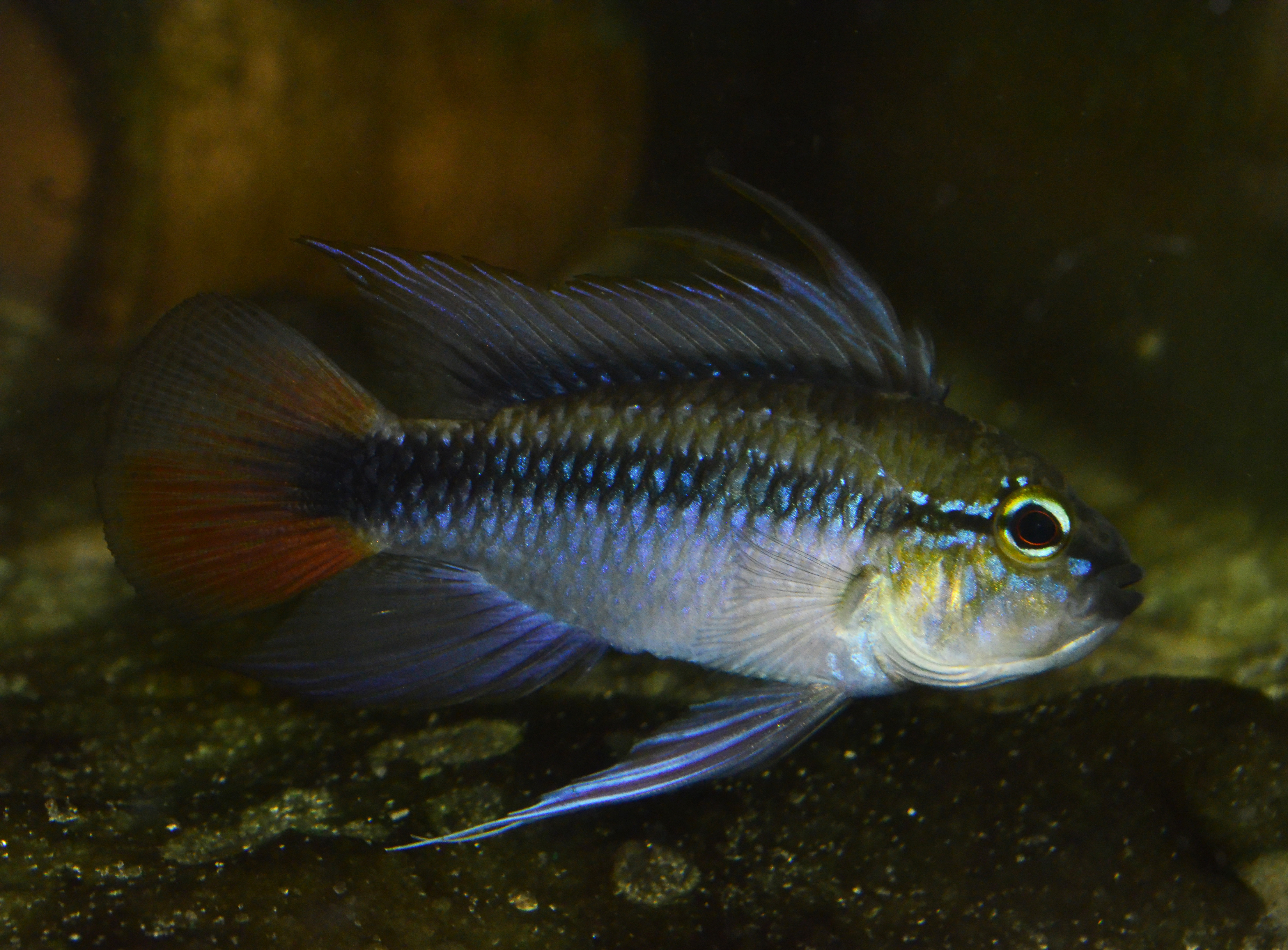
アピストグラマ・エリスルラ Apistogramma erythrura

アピストグラマ・アガシジィ Apistogramma agassizii (Steindachner, 1875)
成魚は8cmほど。アマゾン川流域に生息する。地域変異の個体が美しく、人気がある。
アピストグラマ・ビタエニアータ A. bitaeniata (Pellegrin, 1936)
成魚は8cmほど。古くからポピュラーな人気種で、美しいとされるアピストグラマの一つ。学名は体側に入る2本のラインに由来する。尾びれの上下の端が伸びる「ライヤーテール」が特徴。
アピストグラマ・カカトゥオイデス A. cacatuoides (Hoedeman,1951)
成魚は8cmほど。尾びれや背びれに鮮やかな色彩が乗る改良品種が、ヨーロッパで多く作出されている。特に尾びれと背びれに赤い色の斑点が入る"ダブルレッド"と呼ばれるタイプの人気が高い。
アピストグラマ・ボレリィ A. borellii (Regan, 1906)
成魚は7cmほど。パラグアイ川水系に生息し、カラーバリエーションが豊富。
アピストグラマ・トリファスキアータ A. trifasciata (Eigenmann et Kennedy, 1903)
成魚は6cmほどで小型。金属光沢のある青みがかった体と、とさかのように伸びる背びれが特徴。飼育・繁殖共に難しくない入門種。
アピストグラマ・カエティ A. caetei (Kullander, 1980)
成魚は5cmと小さい。丈夫で飼育が容易な入門種。
アピストグラマ・ナイスニィ A. nijsseni (Kullander, 1979)
成魚は7cmほど。体の後半にパウダーブルーの発色があり、尾びれがオレンジ色で縁取られる。一般的にアピストグラマの雌は地味であるが、本種の場合は黄色の地に黒い斑紋が入り、比較的目立つ体色をしていることから「パンダアピスト」の名でも呼ばれる。かつては学名をそのままローマ字読みした「ニジェッセニー」という名前で知られていた。
アピストグラマ・エリザベサエ A. elizabethae (Kullander, 1980)
大きなひれを持った体型が美しい種。産地や個体差による色彩の違いも幅広い。それに加えて輸入が少なく飼育・繁殖ともに難しい事もあり、アピストグラマを愛好する者の間では特別視されている。
アピストグラマ・メンデジィ
アピストグラマ・パウキスクアミス
アピストグラマ・ディプロタエニア A. diplotaenia (Kullander, 1987)
体高の低い細長い体型を持ち、体側中央の黒いラインは二重線のような濃淡を呈するという、アピストグラマの中でも特異な姿を持つ。繁殖の難しい種としても知られる。
アピストグラマ・グッタータ
アピストグラマ・ヴィエジタ
アピストグラマ・マクマステリィ
アピストグラマ・ツクルイ
アピストグラマ・ギビケプス
アピストグラマsp.ロートカイル
学名の確定していない未記載種。
アピストグラマ・エリスルラ A. erythrura (Staeck & Schindler, 2008)
トリファスキアータに似るが、尾びれの赤味が強いなどの差異が見られる。個体によってはエラぶたの下部に赤い点が見られる事もある。学名が定まるまでは「リオマモレ」という通称で呼ばれていた。
アピストグラマ・イニリダエ
アピストグラマsp.ブライトビンデン
学名の確定していない未記載種。